# Charlie Cox
Charlie Thomas Cox (* 15. prosince 1982 Londýn, Anglie, Spojené království) je britský herec. Mezi jeho nejznámější role patří Tristan Thorn ve filmu Hvězdný prach (2007), Owen Sleater v seriálu televize HBO, Impérium – Mafie v Atlantic City (2011–2012) a jako Matt Murdock v seriálech Daredevil (2015–2018) a The Defenders (2017).

## Životopis
Narodil se v Londýně v Anglii jako nejmladší z pěti sourozenců. Vyrůstal ve Východním Essexu jako syn Patricie C. A. "Trishy" (rozené Harley) a Andrewa Fredericka Seafortha Coxe, který je vydavatel. Mezi jeho předky z otcovy strany patří Sir Andrew Agnew, kapitán královského námořnictva Frederick Lewis Maitland, James Ogilvy, Sir David Carnegie a koloniální guvernér New Yorku, Andrew Elliot. Byl vychováván jako Římský katolík.
Navštěvoval dvě nezávislé školy: Ashdown House a Sherborne School. Později byl vzděláván na divadelní škole Bristol Old Vic Theatre School v Bristolu.

## Kariéra
Cox hrál hlavní roli Tristana Thorna ve filmu Hvězdný prach. Dále jsme ho v roce 2008 mohli vidět ve snímku Stone of Destiny, kde si zahrál Iana Hamiltona. Jeho westendský debut přišel ve hrách Harolda Pintera, The Lover a The Collection v Comedy Theatre v Londýně. Ve stejném roce si zahrál roli vévody z Crowborough v dramatickém seriálu Panství Downton. Také si zahrál titulní roli v dramatu The Prince of Homburg. V roce 2011 ztvárnil roli Josemaríi Escrivá de Balaguera ve filmu There Be Dragons. Ve stejném roce podepsal smlouvu na vedlejší roli v druhé řadě původního seriálu televize HBO, Impérium – Mafie v Atlantic City, kde hraje irského imigranta s vazbami na irskou republikánskou armádu. Jeho postava ve třetí sérii patří mezi pravidelné. V roce 2015 si získal hlavní roli Matta Murdocka v americkém seriálu Daredevil.

## Filmografie

### Film
| Rok  | Název                           | Role                   | Poznámky            |
| ---- | ------------------------------- | ---------------------- | ------------------- |
| 2003 | Láska a .                       | Theo                   |                     |
| 2004 | Kupec benátský                  | Lorenzo                |                     |
| 2005 | Things to Do Before You're 30   | Danny                  |                     |
| 2005 | Casanova                        | Giovanni Bruni         |                     |
| 2006 | Tirant lo Blanc                 | Diafebus               |                     |
| 2007 | Hvězdný prach                   | Tristan Thorne         |                     |
| 2008 | Harry, Henry and the Prostitute | Harry                  | krátkometrážní film |
| 2008 | Stone of Destiny                | Ian Hamilton           |                     |
| 2009 | Big Guy                         | Chuck                  | krátkometrážní film |
| 2009 | Perfect                         | Paul                   | krátkometrážní film |
| 2009 | Zlomový rok 39                  | Lawrence               |                     |
| 2011 | There Be Dragons                | Josemaría Escrivá      |                     |
| 2011 | Nancy, Sid and Sergio           | Sergio                 | krátkometrážní film |
| 2012 | A Sunny Morning                 | Adam                   | krátkometrážní film |
| 2013 | Legacy                          | Charles Thoroughgood   |                     |
| 2013 | Jak je, Cartere?                | Carter                 |                     |
| 2014 | Teorie všeho                    | Jonathan Hellyer Jones |                     |
| 2014 | Drákula: Neznámá legenda        | Caligula               | vymazaná scéna      |
| 2017 | Eat Locals                      | Henry                  |                     |
| 2018 | Králové zlodějů                 | Basil                  |                     |
| 2020 | Stripped                        | Will Hickey            |                     |
| 2021 | Spider-Man: Bez domova          | Matt Murdock           |                     |

### Televize
| Rok       | Název                            | Role                   | Poznámky                        |
| --------- | -------------------------------- | ---------------------- | ------------------------------- |
| 2002      | Judge John Deed                  | mladý Vicar            | díl: „Everyone's Child“         |
| 2006      | Vraždy v Oxfordu                 | Danny Griffon          | díl: „Lewis“                    |
| 2006      | Projekt Andromeda                | Dennis Bridger         | TV film                         |
| 2010      | Panství Downton                  | vévoda z Crowborough   | díl: „Epizoda 1“                |
| 2011      | Moby Dick                        | Ishmael                | TV film                         |
| 2011–2012 | Impérium – Mafie v Atlantic City | Owen Sleater           | 20 dílů                         |
| 2013      | Legacy                           | Charles Thoroughgood   | neprodaný televizní pilot       |
| 2013      | The Ordained                     | Tom Reilly             | neprodaný televizní pilot       |
| 2015–2018 | Daredevil                        | Matt Murdock/Daredevil | hlavní role                     |
| 2017      | The Defenders                    | Matt Murdock/Daredevil | hlavní role                     |
| 2018      | Iron Fist                        | Matt Murdock/Daredevil | cameo                           |
| 2019      | Relics and Rarities              | Seamus O'Flanagan      | díl: „The Ascent of the Angler“ |
| 2021      | Kin                              | Michael Kinsella       | hlavní role                     |